# إبراهيم سيد صبري
إبراهيم سيد صبري هو مجدف مصري، ولد في 31 أغسطس 1936.

## وصلات خارجية
- إبراهيم سيد صبري على موقع الاتحاد الدولي للتجديف (الإنجليزية)
- إبراهيم سيد صبري على موقع اللجنة الأولمبية الدولية (الإنجليزية)
- إبراهيم سيد صبري على موقع أوليمبيديا (الإنجليزية)